# アルクメオーニス
『アルクメオーニス』（古希: Ἀλκμεωνίς, Alkmeōnis）または『アルクマイオーニス』（古希: Ἀλκμαιωνίς, Alkmaiōnis）とは、テーバイ圏という叙事詩サイクルに含まれていたと考えられている失われた叙事詩の題名。長母音を省略してアルクメオニス、アルクマイオニスとも表記される。
古代の文献で『アルクメオーニス』に言及しているものはわずかに7つしかなく、そのすべてが、作者はわからないとはっきり述べている。
アルクマイオーンが（『テーバイド』で語られた）アムピアラーオスの死のお膳立てをした母親エリピューレーを殺す、という内容らしい。
現存する断片の1つは、アテナイオスが『食卓の賢人たち』の中で引用したもので、葬式の宴会の場面ゆえに選ばれた。『イーリアス』と『オデュッセイア』の饗宴（きょうえん）の記述同様に、ほんのわずかの行である。
いくつかの文献は『アルクメオーニス』の断片的な内容について触れている。アポロドーロスによると『アルクメオーニス』の詩人はテューデウスが追放された理由を次のように主張した。カリュドーン王オイネウスの兄弟の1人メラースにペーネウス、エウリュアロス、ヒュペルラーオス、アンティオコス、エウメーデース、ステルノプス、クサンティッポス、ステネラーオスという息子たちがおり、彼らがオイネウスを陥れようとしたためにテューデウスに殺された。このためテューデウスは国を追放された。またストラボンによると『アルクメオーニス』の詩人はイーカリオスにアリュゼウス、レウカディオスの2子がいて、父とともにアカルナーニア地方の王になったと主張した。